# Bifrenaria grandis
Bifrenaria grandis är en orkidéart som först beskrevs av Friedrich Fritz Wilhelm Ludwig Kraenzlin, och fick sitt nu gällande namn av Leslie Andrew Garay. Bifrenaria grandis ingår i släktet Bifrenaria och familjen orkidéer.
Artens utbredningsområde är Bolivia. Inga underarter finns listade i Catalogue of Life.